# حجر الثعبان

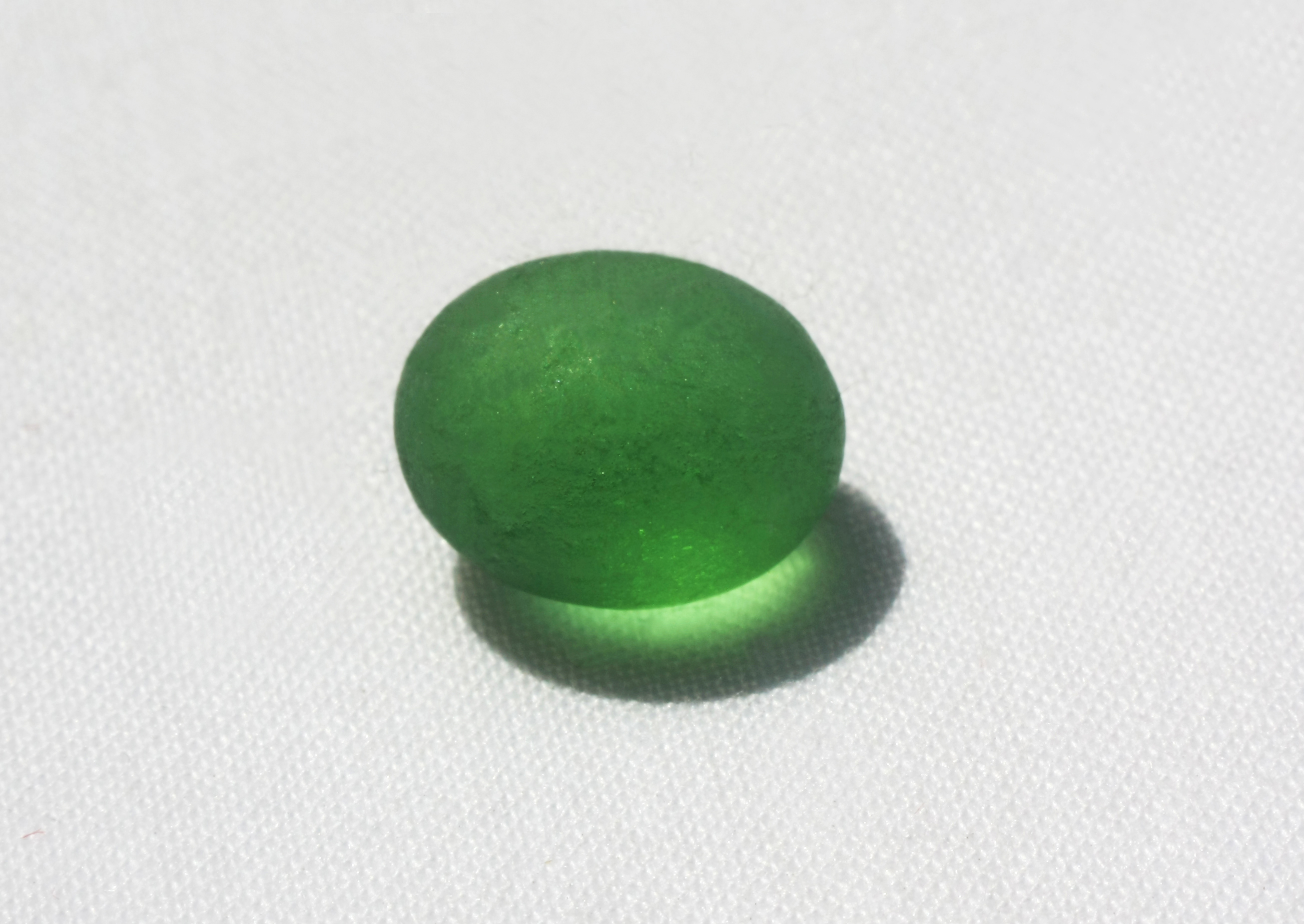

حجر الثعبان (بالإنجليزية: Snake-stone)‏ ويعرف أيضاً باسم حجر الأفعى (بالإنجليزية: Viper's stone)‏، أو الحجر الأسود (بالإنجليزية: black stone)‏ هو عبارة عن حجر أو عظام حيوان يستخدم في علاج لدغات الثعبان في أفريقيا، واسيا، وأمريكا الجنوبية.
في وقت مبكر في عصر سليتك (Celtic era) الاروبي، استخدم حجر ادر أو ما يسمى أيضا بحجر الثعبان، والذي عادة ما يكون مصنوع من الزجاج الملون وبه ثقوب في بعض الاحيان، للحماية ضد الارواح الشريرة بدلا من لدغة الثعبان.
كتبت الدكتورة لينيا سميث من عيادة يانامونو الطبية، في حوض الأمازون البعيد من شمال شرق بيرو:
تمسكنا بالحجر الأسود كمفهوم اعتززنا به في منطقتنا حيث الثعابين شائعة، وأحيانا قاتلة فعندما يعيش المرء بعيدا عن سيارات الإسعاف، والرحلات الجوية المتوسطة، والمستشفيات والأطباء، وعندما يواجه المرء مشكلة قاتلة، فإن أي شيء قد يبدو أفضل من لا شيء، فشخصيا أنا أفضل أن يعتبره الإنسان مضادا للسم. فمرة أخرى، فإذا لم يكن هناك أي شئ متاح فماذا يمكن للإنسان ان يفعل؟ فتأثير وهمي هو بلا شك حقيقة، فعلى أي حال من الأفضل أن يكون للإنسان بعض الأمل بدل ألا يكون لديه ملاذ علي الإطلاق.
يشعر الخبراء بالقلق من أن الاعتماد على الحجر أسود قد يمنع ضحايا لدغة الثعبان من التماس المساعدة الطبية المناسبة، لم تظهر أي دراسة علمية أن الحجارة السوداء فعالة في حد ذاتها.
لكن معظم توجيهات الاسعافات الأولية تؤكد على أهمية الحفاظ علي الهدوء ، لأن التوتر الحاد يزيد من حالات تدفق الدم، كما أن نوبات الفزع تؤثر على الحكم.

## الوصف
تعددت الآراء حول كيفيه صنع واستخدام الحجر الأسود.
صرحت دكتوره لينا سميث في بيرو أن الحجر الأسود عبارة عن عظم أبقار صغيرة متفحمة توضع في مكان لدغة الثعبان السامة وتترك عدة أيام، وخلال تلك الفترة من المفترض أن يتم امتصاص السم من الجرح، وبمجرد امتصاص كل السم، يخف الحجر من تلقاء نفسه ويسقط.. وبالرغم من أن كتاب دورة التمريض لم يقدم أي دليل في أي وقت مضى علي فعالية الحجر الأسود، إلى أنه يطلب من كل طالب صنع واحدة كنموذج للاسعافات الاولية.
ويصف الكاتب الإيراني، والفارسي كازوبني حجر الثعبان، بأنه في حجم الجوزة الصغيرة. تغمر الإصابة المسببة لأي حيوان سام في ماء دافئ، أو حليب حامضي، ويوضع الحجر في السائل، ومن المفترض أن يتم امتصاص السم.
وبالرغم من أنه يسمى حجارة إلا أنه يصنع من عظام الحيوانات في الكونجو، وحينما تؤخد من الثعبان، فإنهم يستخدمون رأس الثعبان، ولكن قد يستخلص من ذيل الثعبان أيضا 
الخطوات المقترحة في المنشورات الأفريقية  هي:
- اختر عظم كبير جاف من فخذ البقرة.
- قطعها الي قطع صغيرة.
- تفرم ناعما الي جزيئات صغيرة مثل الرمل.
- توضع في الفحم المشتعل لمده من 10 الي 20 دقيقة.

## آراء حول حجر الثعبان اعربت عنها الدراسات العلمية
أوصت دراسة نيجيرية بأهمية تعلم تجنب استخدام الإسعافات الأولية الشعبية ذات الفوائد المشكوك فيها. وعلي النقيض أشار نفس الأطباء في وقت لاحق إلى أن الحجر الأسود قد يكون مفيدا، ولكن المصابون الذين استخدموا الحجر الأسود قد يكونوا باحتياج لجرعة أكبر من مضاد السم أكثر من المصابين الذين استخدموا العاصبة، tourniquets)  ولكن نخر الانسجة أعلى قليلا في المرضى الذين استخدموا التورنيكات، ومع ذلك لميحدث هذا بنسبة كبيرة.
وقد أشارت دراسة طبية بوليفية، بالرغم من الانتشار واسع المدى لحجر الثعبان إلا أنه لم تثبت فاعليته كعلاج لحالات التسمم.
صرحت دراسة هندية أن استخدام طرق غير علمية كحجر الثعبان يساهم في التاخر في طلب الخدمة الطبية المناسبة.